# Traz Outro Amigo também (filme)
Traz outro amigo também é um filme brasileiro de curta metragem dirigido por Frederico Cabral, de 2010, adaptado do conto homônimo do escritor português Yves Robert, publicado em Ficção de Polpa, volume 2, em 2008.

## Sinopse
Um detetive (Felipe Mônaco), é contratado por um homem (Clemente Viscaíno) para encontrar seu amigo imaginário de infância, desaparecido há mais de cinqüenta anos. A princípio, aceita o caso somente pelo dinheiro, mas quando descobre que seu sobrinho (Gabriel Rocha) tem um amigo imaginário, começa a utilizar a imaginação das crianças para encontrar uma solução para o caso.

## Elenco
- Felipe Mônaco – Samuel
- Clemente Viscaíno - Artur
- Gabriel Rocha - Gonçalo
- Renan Brambath - Luís
- Nataniélhe Pacheco - Carla

## Festivais e prêmios

### Brasileiros
- 43° Festival de Brasília do Cinema Brasileiro [1]
  - Prêmio: Troféu Candango de Melhor Filme de Curta Metragem Digital (Juri Oficial)
  - Prêmio: Troféu candango de Melhor Roteiro de Curta Metragem Digital
  - Prêmio: Troféu Candango de Melhor Montagem de Curta Metragem Digital

- Histórias Curtas 2010 [2]
  - Prêmio: Melhor Histórias Curtas Júri Oficial
  - Prêmio: Melhor Histórias Curtas Júri Popular
  - Prêmio: Melhor Roteiro

- 14° Mostra de Cinema de Tiradentes [3]
  - Prêmio: Troféu Barroco de Melhor Curta Eleito pelo Júri Popular

- Cine PE- Festival de Audiovisual [4]
  - Prêmio: Troféu Calunga de Melhor Roteiro

- 2° Festival de Cinema Curta Amazônia [5]
  - Prêmio: Melhor Roteiro
  - Prêmio: Melhor Montagem
  - Prêmio: Melhor Direção de Arte

- Festival Curta-SE 2011 [6]
  - Prêmio: Nova Digital e Troféu Ver ou Não Ver, Melhor vídeo (júri oficial)
  - Prêmio: Troféu Ver ou Não Ver de Melhor vídeo (júri popular)